# Ланди, Паоло Эмилио
Паоло Эмилио Ланди (итал. Paolo Emilio Landi) — итальянский режиссёр, тележурналист, профессор Ричмондского университета (США, штат Виргиния)

## Биография
Паоло Эмилио Ланди с отличием окончил театральный факультет Римского университета.
В качестве тележурналиста работал на всех континентах, за исключением Австралии. Для Государственного итальянского телевидения Паоло снимает документальные фильмы.
Паоло Эмилио Ланди принадлежит к числу иностранных режиссёров, наиболее часто приглашаемых в Россию, где его творческая эстетика нашла для себя благодатную почву, а его постановки остаются в репертуарах театров на протяжении многих лет.
Имея разносторонние интересы, Паоло Э. Ланди отдает предпочтение театру и телевидению, успешно сочетая обе сферы деятельности.
Свободно владеет несколькими языками, включая русский, английский, французский.

## Творчество

### Документальные фильмы
Паоло Ланди снял фильм о патриархе Русской православной церкви Алексии II. С 1982 года Паоло Ланди начинает работать в качестве журналиста и режиссёра на Втором канале Итальянского телевидения — RAI2, и среди его первых работ — цикл документальных фильмов, репортажей и интервью, посвященных теме протестантизма (Паоло Ланди родился в семье итальянского протестанта). Работая над своими программами Паоло Ланди совершает поездки по всему миру: Европе, Азии, Африке, Америке. Его передачи были показаны во Франции, Швейцарии, США. В числе его лучших работ, документальные фильмы: «Вулкан, который может вновь проснуться» (посвященный гражданской войне и геноциду в Руанде), «Судан — хрупкий мир», «Россия Путина», «Имя Бога» (о религиозной войне на Молуккских островах в Индонезии), цикл интервью, посвященных теме Времени — «Время для…». Также, для RAI2 он снял документальную ленту «Банк для друзей», а для RAI3 фантастическую картину «На границе», по книге Леонардо Франкини. С 2001 года Паоло Эмилио является членом Союза журналистов Италии.

### Театр и постановки спектаклей в России
Свою театральную карьеру Паоло Ланди начал весьма рано, в 16 лет, вначале работая звукорежиссёром и художником по свету, затем — помощником режиссёров: Луиджи Скварцина, Аугусто Цукки, Габриэле Лавиа, Джулио Босетти, таким образом, принимая участие в крупнейших постановках, ознаменовавших деятельность итальянского драматического театра 1970—1980 годов.
Режиссёрским дебютом в 1986 году была постановка пьесы Тома Стоппарда «После Магритта», но настоящий успех пришёл к Паоло Ланди после представленной им блистательной режиссёрской версии пьесы Э. Ионеско «Лысая певица». В дальнейшем режиссёр неоднократно возвращался к этому произведению, и ставил его в театрах Италии, Франции (спектакль принял участие в Театральном Фестивале в Авиньоне), США — Ричмонд, России — Омск и Саратов, умея найти и показать смешное в грустном и наоборот, применяя для передачи замысла наравне с прочими средствами актёрскую пластику, доведенную до хореографической точности, а также — используя текст, произносимый героями, не только как сюжетный ориентир, но и как важнейший элемент звуковой партитуры спектакля.
Паоло Ланди окончил Римский университет Ла Сапиенца, основанный в 1303 году, по кафедре литературы, по специальности «Американская литература» и защитил диссертацию по одной из поздних пьес Теннеси Уильямса — «Игра для двоих», блестящая драматургия которой в соединение с оригинальным текстом, образы которого подчас напоминают ночные кошмары, заставили Ланди вновь обратиться к этому произведению и поставить по нему спектакль, мировая премьера которого состоялась в 1989 году на Фестивале искусств в городе Todi (международный фестиваль в Умбрии).
После падения Берлинской стены перед западными деятелями культуры открылись новые возможности на постсоветском пространстве, и Паоло Ланди не стал исключением — 1990 году его приглашают ставить спектакль в Омском театре драмы. С этого момента начинается его творческая жизнь в России, многочисленные визиты в эту страну, театральные постановки (на сегодняшний день свыше 20, многие из которых были созданы совместно со сценографом Санти Миньеко) в Омске, Самаре, Саратове (постановка спектакля «Брак по-итальянски» по пьесе Э. де Филиппо в саратовском ТЮЗе принесла исполнительнице главной роли — Елене Вовненко Государственную премию РФ за 2003 г.), в городах Прибалтики — Вильнюсе, Риге.
В конце 1990-х Ланди впервые приезжает в США, в репертуарный театр Милуоки, чтобы осуществить постановку пьесы К. Гольдони «Слуга двух господ», признанную в итоге лучшим театральным событием года в Милуоки. Чуть позже начинается его постоянное сотрудничество с Университетом Ричмонда (штат Виргиния), куда его приглашают для чтения курса лекций по театроведению и где он продолжает режиссёрские эксперименты вместе со своими студентами.
Спектр творческих предпочтений режиссёра весьма широк: от классики итальянского театра (К. Гольдони, Э. Скарпетта, Л. Пиранделло, Э. де Филиппо), пьес английских драматургов современности — Т. Стоппард, М. Фрейн до «театра абсурда» и мьюзиклов (Lady’s Night). Неизменный успех постановок Паоло Ланди таится в тонком сочетании трагического и комического начал, психологизма в духе Станиславского, мастерском применении музыки, хореографии и видеоряда.

## Спектакли
- 1990 — «Лысая певица» трагифарс Эжена Ионеско Омский академический театр драмы[3]
- 1995 — «Венецианские близнецы» Карло Гольдони Омский академический театр драмы[4]
- 1996 — «Человек, животное, добродетель» Луиджи Пиранделло Рижский русский театр имени Михаила Чехова
- 1998 — «Голодранцы-аристократы» Эдуардо Скарпетта Омский академический театр драмы[5]
- 2001 — «Брак по-итальянски» в Саратовском ТЮЗе[6]
- 2002 — «Человек и джентльмен» Э. де Филиппо Омский академический театр драмы[7]
- 2002 — «Ladies' Night» Самарский государственный театр драмы им. Горького[8]
- 2003 — «Слуга двух господ» Карло Гольдони. в Саратовском ТЮЗе
- 2004 «Strip Man Show (Всё о мужчинах)» Государственный молодёжный театр Литвы
- 2005 — «Венецианские близнецы» Карло Гольдони Русский академический театр драмы Башкортостана
- 2006 — «Шум за сценой» в Саратовском ТЮЗе[9]
- 2007 — «Шум за сценой» М.Фрейна Русский академический театр драмы Башкортостана[10]
- 2008 — «Мнимый больной» Мольера Омский академический театр драмы[11]
- 2008 — «Стулья/Лысая певица» трагифарс Эжена Ионеско в Саратовском ТЮЗе[12]
- 2008 — «Голодранцы-аристократы» Эдуардо Скарпетта Рижский русский театр имени Михаила Чехова[13]
- 2009 — «Голодранцы-аристократы» Эдуардо Скарпетта Челябинский государственный академический театр драмы имени Наума Орлова
- 2009 — «Vargsai. Aristokratai» («Голодранцы-аристократы») Государственный молодёжный театр Литвы
- 2009 — «Скупой» Государственный академический русский театр драмы Башкортостана
- 2010 — «Любовь к трем апельсинам» Саратовский ТЮЗ
- 2011 — «НЕАПОЛЬ — ГОРОД МИЛЛИОНЕРОВ» Государственный академический русский театр драмы Башкортостана
- 2011 — «Человек и джентльмен» Эдуардо де Филиппо Рижский русский театр имени Михаила Чехова
- 2011 — «Венецианские близнецы» Карло Гольдони. Театр на Таганке. Москва
- 2013 — «ФИЛУМЕНА МАРТУРАНО» Эдуардо де Филиппо. Лиепайский театр. Лиепая
- 2013 — «Слуга двух господ» Карло Гольдони. Ньюарк (Делавэр) — США
- 2013 — «Пули над Бродвеем» Вуди Аллен. Самарский государственный театр драмы им. Горького
- 2014 — «Приключения Пиноккио» Саратовский ТЮЗ
- 2015 — «Человек и джентльмен» Эдуардо де Филиппо, Самарский государственный театр драмы им. Горького
- 2016 — «Голодранцы-аристократы» Эдуардо Скарпетта. Красноярский драматический театр имени А. С. Пушкина
- 2017 — «Единственный наследник» Реньяр, Жан Франсуа, Театр Quill, Ричмонд, Вирджиния.
- 2018 — «Дом для сумасшедших» Эдуардо Скарпетта. Государственный академический русский театр драмы Башкортостана
- 2019 — «Неаполитанские каникулы» Эдуардо Скарпетта. Российский государственный академический ТЕАТР им. ФЕДОРА ВОЛКОВА, Ярославль.
- 2024 — «Венецианские близнецы» Карло Гольдони , Российский государственный академический ТЕАТР им. ФЕДОРА ВОЛКОВА, Ярославль.
- 2024 — «Человек и джентльмен» Эдуардо де Филиппо, Санкт-Петербургский театр Комедии имени Н. П. Акимова

## Интервью
- Валерий Золотухин и Паоло Ланди
- Первый спектакль «Театра на Таганке» без Юрия Любимова
- В гостях у программы «Доброе утро»
- НЕАПОЛЬ — ГОРОД МИЛЛИОНЕРОВ — Де Филиппо — Ланди
- INTERVIEW PAOLO E. LANDI @ Cheliabinsk TV
- Итальянец в России 27 02 09